# Xã Mandt, Quận Chippewa, Minnesota
Xã Mandt (tiếng Anh: Mandt Township) là một xã thuộc quận Chippewa, tiểu bang Minnesota, Hoa Kỳ. Năm 2010, dân số của xã này là 152 người.